# 略胀香螺
略胀香螺（学名：Neptunea subdilatata），舊作
略胀管蛾螺（学名：Siphonalia subdilatata），
是新腹足目峨螺科的一种。舊屬管蛾螺屬，近年分子親緣支序分析顯示本物種被錯誤分類，應該是香螺屬的成員。

## 分佈
主要分布于黃海海域，常栖息在潮下带。